# Tepexilotla, Veracruz
Tepexilotla är en ort i Mexiko.   Den ligger i kommunen Chocamán och delstaten Veracruz, i den sydöstra delen av landet, 220 km öster om huvudstaden Mexico City. Tepexilotla ligger 1 514 meter över havet och antalet invånare är 135.
Terrängen runt Tepexilotla är varierad. Runt Tepexilotla är det ganska tätbefolkat, med 155 invånare per kvadratkilometer. Närmaste större samhälle är Orizaba, 14,6 km söder om Tepexilotla. I omgivningarna runt Tepexilotla växer huvudsakligen savannskog.